# Чалатенанго (департамент)
Чалатенанго (на испански: Chalatenango) е един от 14-те департамента на централноамериканската държава Салвадор. Намира се в северозападната част на страната. Площта му е 2017 квадратни километра, а населението – 210 845 души (по изчисления за юни 2020 г.).

## Общини
Департаментът се състои от 33 общини, някои от тях са:
1. Ла Палма
2. Сан Игнасио
3. Сан Фернандо
4. Сан Франсиско Лемпа
5. Сан Франсиско Морасан
6. Санта Рита